# 人類生殖科技管理局
人類生殖科技管理局（英語：Council on Human Reproductive Technology）是一個香港法定組織，於2000年11月17日根據《人類生殖科技條例》（第561章）第4條設立，目的是規管生殖科技程序，提供審批進行人類生殖科技活動的牌照申請，以及向有關人士發出業務守則。人類生殖科技管理局的現任主席是梁憲孫教授。

## 歷任主席
- 梁智鴻（2001年-2010年）
- 梁永立（2010年-2016年）
- 吳馬太（2016年-2025年）
- 梁憲孫教授 (2025年-）